# Готабилли
Готаби́лли (англ. Gothabilly) — музыкальный жанр, который сочетает в себе музыку рокабилли и субкультуру готов. Вокал в музыке готабилли обычно похож на классическое рокабилли. Жанр довольно близок к жанру сайкобилли, отличается от него меньшим музыкальным темпом и большим влиянием готик-рока.
Термин появился в 1970-е, чтобы описать музыку, которую играла группа The Cramps. Получил распространение термин только в начале 1990-х.

## Наиболее известные готабилли-группы в наше время
- Bloodsucking Zombies From Outer Space
- Coffinshakers
- Cult of the Psychic Fetus
- Hammerdowns
- Phantom Cowboys
- Reverend Elvis & Undead Syncopators
- The Deep Eynde
- Zombie Ghost Train